# Kid Kash
David Cash (Waynesboro (Virginia), 31 juli 1969), beter gekend onder zijn ringnaam Kid Kash, is een Amerikaans professioneel worstelaar die vooral bekend is van zijn tijd bij Extreme Championship Wrestling, van 1996 tot 2001, World Wrestling Entertainment, van 2005 tot 2006 en Total Nonstop Action Wrestling, van 2002 tot 2005 en 2010-2013.

## In het worstelen
- Finishers
  - Dead Level
  - Money Maker

- Signature moves
  - Bankroll
  - Bankruptcy
  - Frog splash
  - Hurricanrana
  - Iron Claw
  - KOD - Kash on Delivery
  - Smash Mouth

- Managers
  - Joel Gertner
  - Trinity
  - Don Callis
  - Dallas/Lance Hoyt
  - Nikki Roxx

- Bijnamen
  - "Mr. TNA" ("Total Nonstop Attitude")
  - "The Notorious K.I.D."

- Opkomstnummers
  - "Kash Money" van Jim Johnston
  - "Bawitdaba" van Kid Rock
  - "KK Rocks" van Dale Oliver
  - "Misfit" van Dale Oliver
  - "Order of Chaos" van Dale Oliver

## Prestaties
- Extreme Championship Wrestling

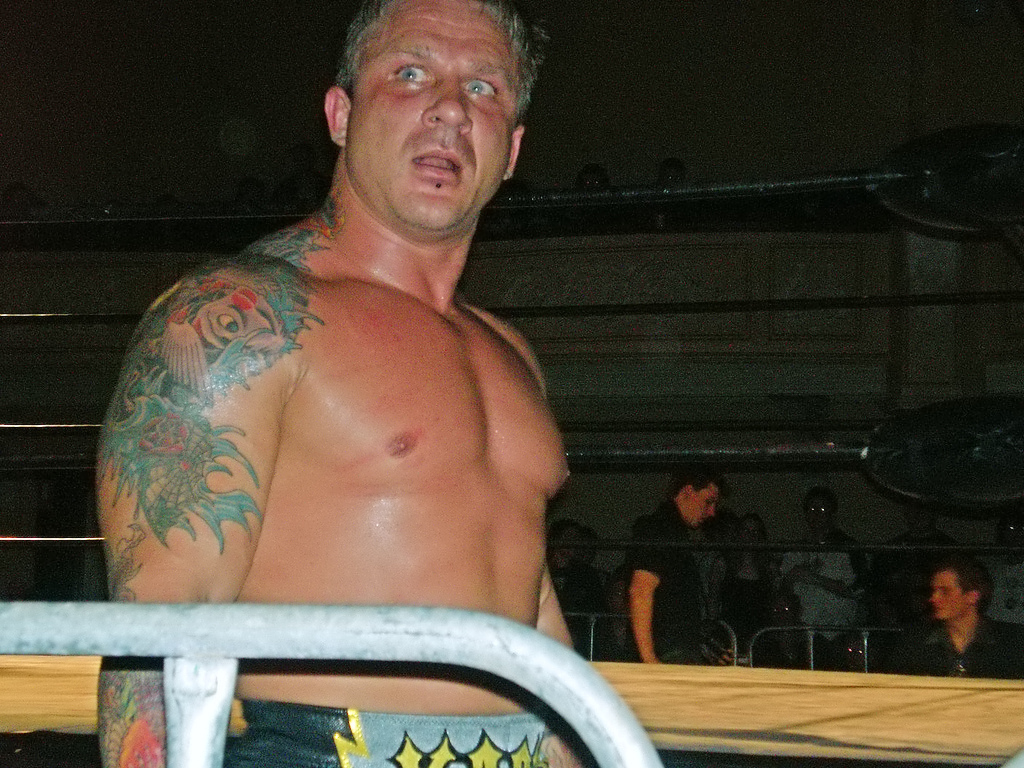
Kash in 2007

  - ECW World Television Championship (1 keer)

- Juggalo Championship Wrestling
  - JCW Heavyweight Championship (1 keer)

- Powerhouse Wrestling Alliance
  - PWA World Heavyweight Championship (4 keer)

- Showtime All-Star Wrestling
  - SAW International Heavyweight Championship (4 keer)

- Total Nonstop Action Wrestling
  - NWA World Tag Team Championship (2 keer; met Dallas)
  - TNA X Division Championship (1 keer)

- United States Wrestling Organization
  - USWO Championship (2 keer)

- World Wrestling Council
  - WWC Junior Heavyweight Championship (1 keer)

- World Wrestling Entertainment
  - WWE Cruiserweight Championship (1 keer)

- X Wrestling Federation
  - XWF World Cruiserweight Championship (1 keer)

- XtraWrestle Federation
  - XWF World Cruiserweight Championship (6 keer)